# Protos (azienda)
Protos fu un costruttore di automobili e autocarri di Berlino.

## Storia

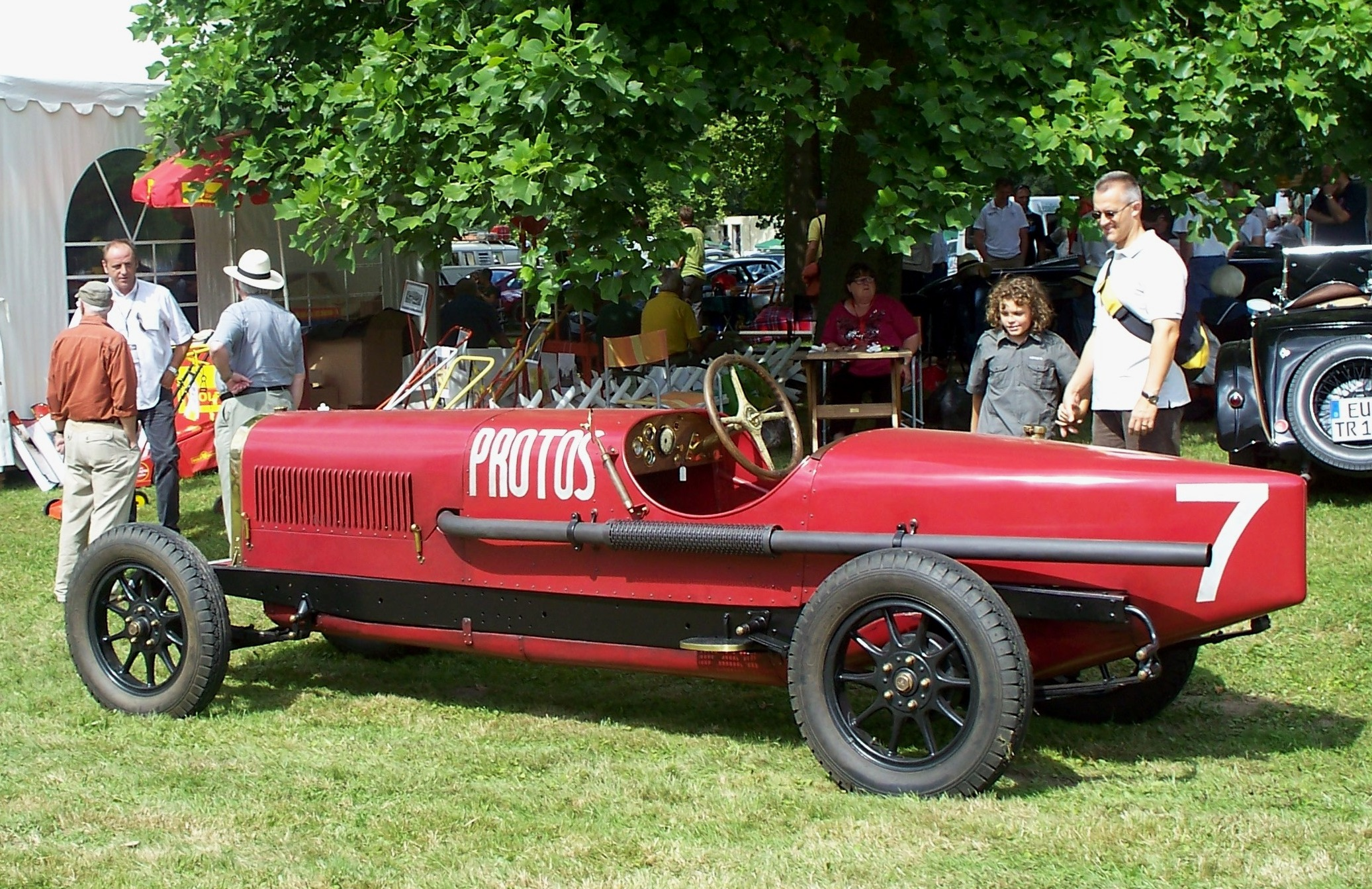
Auto da corsa Protos

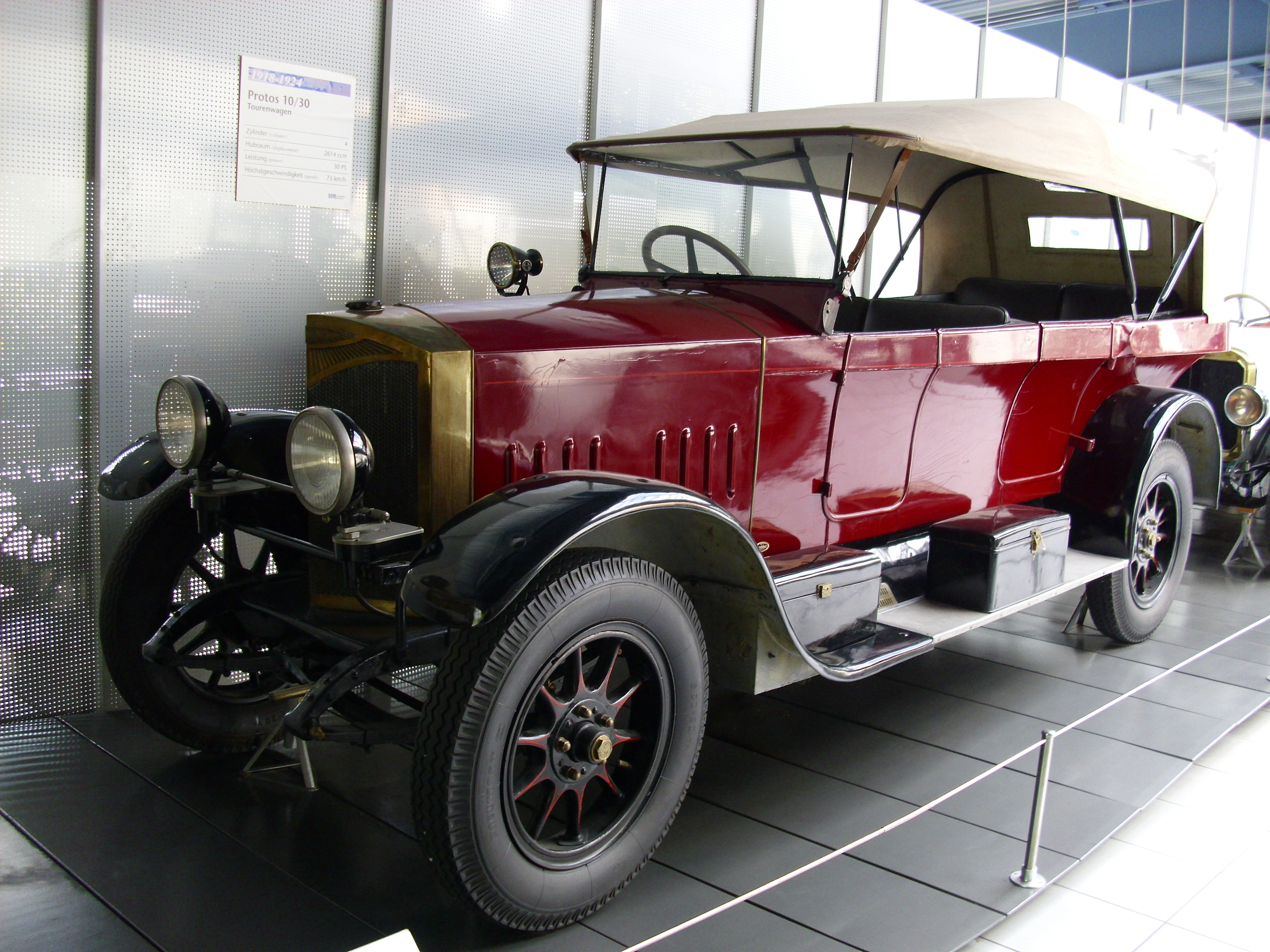
Protos Typ C del 1918–1924

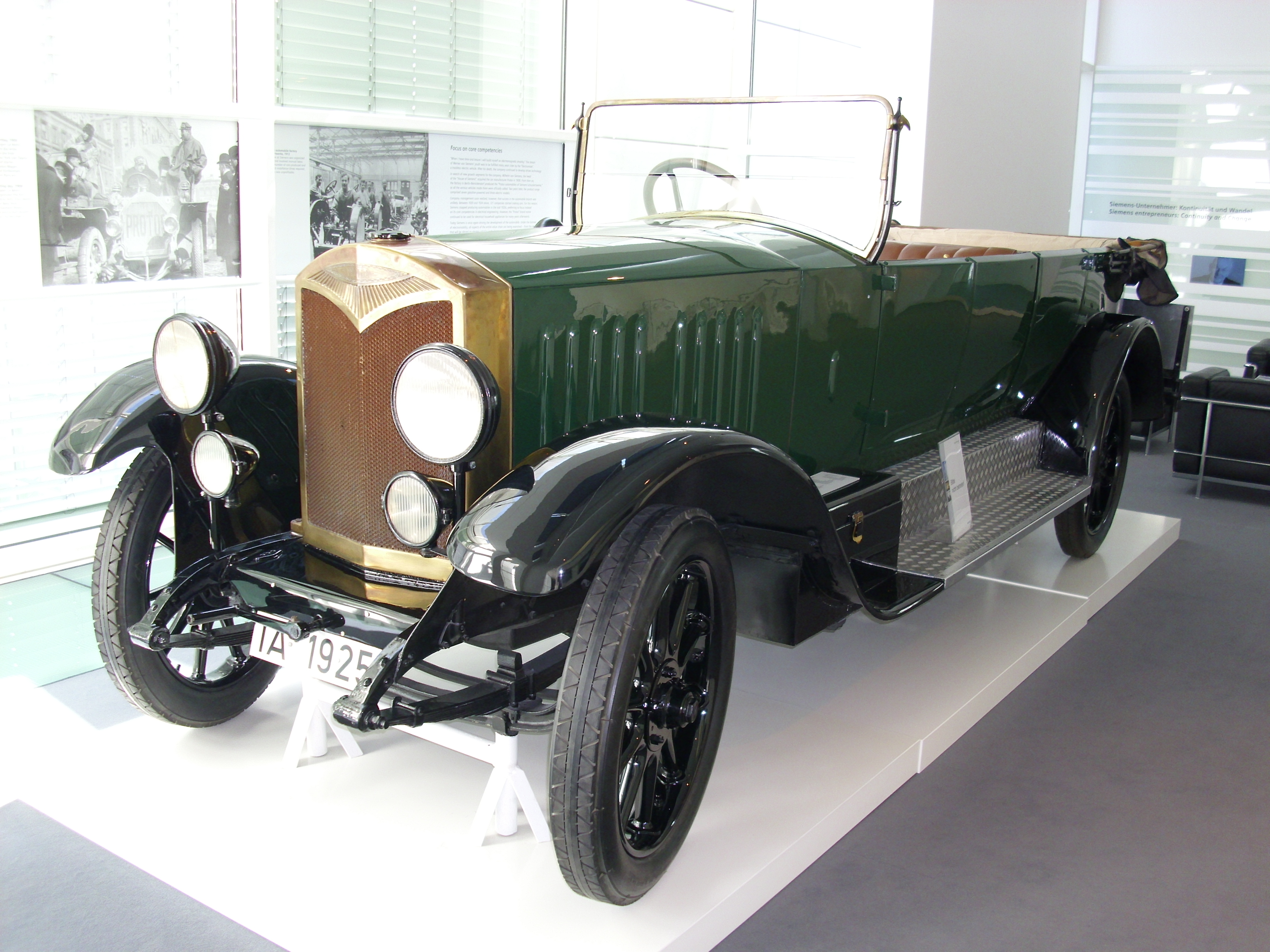
Protos Typ C 1 del 1925

La società venne fondata 1898 dall'ing. Alfred Sternberg e da Oskar Heymann come Motorenfabrik Protos nella città di Schöneberg presso Berlino. Nel 1906 la sede venne spostata dalla Großgörschenstraße 39 di Schöneberg a Reinickendorf. La Siemens-Schuckertwerke acquisì nel 1908 la Protos e venne spostata a Spandau presso la Siemensstadt, con la ragione sociale Protos Automobilwerk Nonnendamm GmbH. Nel 1911 la ragione sociale divenne Protos Automobile GmbH. Protos sviluppò anche auto elettriche, che vennero in parte create presso la fabbrica di Wilhelmsruh presso la Bergmann Elektrizitätswerke. Nel 1926 la società venne acquisita dalla AEG e la Protos venne fusa con la NAG (Nationale Automobil Gesellschaft). La nuova NAG-Protos AG operò solo per un anno. Il 1 gennaio 1928 la NAG-Protos viene acquisita dalla casa di Chemnitz Presto-Werke. Con la nuova denominazione Nationale Automobil-Gesellschaft A.G. Abteilung Prestowerke, Chemnitz il nome Protos scompare.

## Autocarri Protos
Nel 1908 la Protos presso Nonnendamm di Berlino un autocarro a trazione elettrica per uso della municipalità. Progettisti del E-LKW furono u. a. Ernst Valentin e Franz Starkloph. Il veicolo era mosso da due motori elettrici presenti sulle ruote posteriori. Oltre il normale sterzo si trovavano alla sinistra e alla destra lato veicolo altri volanti da poter azionare da un operatore per manovrare l'automezzo da terra. Questa implementazione fu data anche grazie alla Faun. Questo veicolo comunale fu anche prodotto per essere commercializzato come LKW da 3 tonnellate e come E-Omnibus. Il costruttore fu la Siemens-Schuckert e i motori forniti dalla Siemens & Halske. Nel 1911 venne commercializzato. Oltre al trasporto persone e merci, dal 1913 vi fu anche la variante LKW- e Omnibus-Typen con sterzo anteriore di 2,5 t e potenza motore 30 HP. Durante la prima guerra mondiale vennero prodotti diversi LKW con potenza motore 40 HP e 3 t di carico utile. Anche una variante da 50 HP e 4,5 t di carico utile. La Kraftfahrzeug AG (KAG) acquisì le vendite dell'autocarro. Dopo la guerra non vi furono più utilizzi del veicolo LKW. La produzione continuò solo per automobili e VAN.

## La costruzione di automobili e modelli dal 1905 al 1927
I modelli d'automobile, compresi van, furono noti per la loro affidabilità. Ciò fu mostrato con la vittoria della corsa Parigi - New York del 1908.
| Tipo              | Periodo   | Cilindri   | Cilindrata | Potenza         | V max    |
| 17/35 PS          | 1905–1908 | 4 in linea | 4560 cm³   | 35 PS (25,7 kW) | 85 km/h  |
| Typ E1 (18/42 PS) | 1906–1914 | 4 in linea | 4560 cm³   | 44 PS (32,3 kW) | 90 km/h  |
| 6/10 PS           | 1908      | 4 in linea | 1596 cm³   | 11 PS (8,1 kW)  | 60 km/h  |
| Typ G (6/12 PS)   | 1908      | 4 in linea | 1502 cm³   | 12 PS (8,8 kW)  | 55 km/h  |
| 26/50 PS          | 1908–1914 | 6 in linea | 6840 cm³   | 55 PS (40 kW)   | 100 km/h |
| Typ E2 (27/65 PS) | 1908–1914 | 6 in linea | 6840 cm³   | 65 PS (48 kW)   | 115 km/h |
| Typ F (18/45 PS)  | 1910–1912 | 6 in linea | 4578 cm³   | 48 PS (35,3 kW) | 100 km/h |
| Typ G1 (6/18 PS)  | 1910–1914 | 4 in linea | 1570 cm³   | 18 PS (13,2 kW) | 60 km/h  |
| Typ C (10/30 PS)  | 1918–1924 | 4 in linea | 2614 cm³   | 30 PS (22 kW)   | 75 km/h  |
| Typ C1 (10/45 PS) | 1924–1927 | 4 in linea | 2614 cm³   | 45 PS (33 kW)   | 85 km/h  |

Una Protos-Luxuslimousine del Ministero degli esteri brasiliano è presente nel museo di Rio de Janeiro.

## La gara New York-Parigi

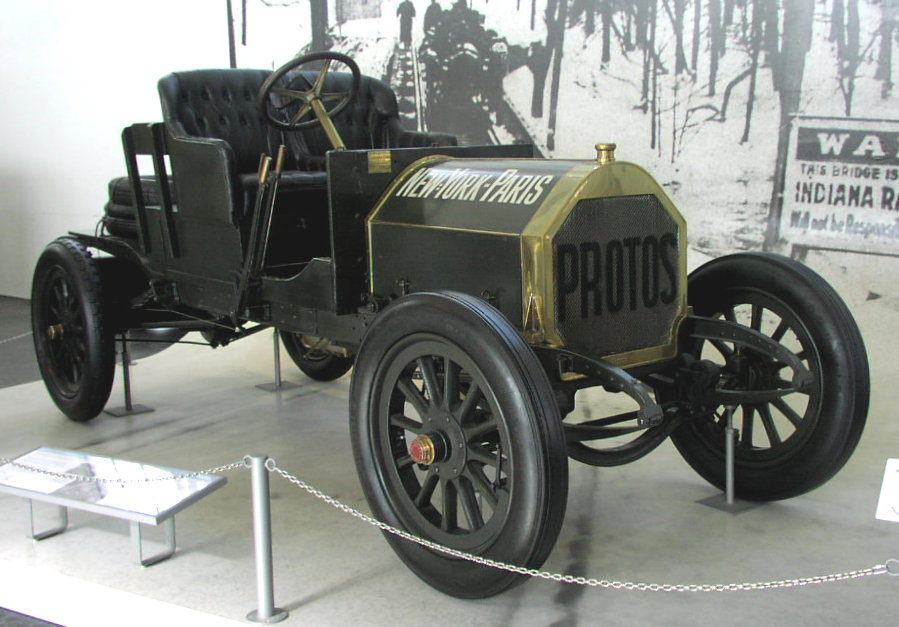
Protos Wettfahrtwagen del 1907

Leggendaria fu la partecipazione della Protos alla corsa automobilistica del 1908 da New York a Parigi. La corsa si effettuò attraverso Canada, Alaska, Cina, Mongolia, Siberia e Russia. Dei sei partecipanti partiti la Protos con a bordo Hans Koeppen al volante arrivò il 26 luglio 1908 per primo a Parigi. Successivamente fu retrocessa al secondo posto in quanto risultò che non passarono per l'Alaska. La gara fu aggiudicata da Thomas (USA).
Il 12 febbraio 1908 partirono solo sei delle 13 autovetture registrate, tra le quali De Dion-Bouton, Motobloc, Sizaire-Naudin, Züst e Thomas (USA).
La vettura della corsa fu motorizzata con motore da 40 HP e con carrozzeria berlinese della Wagenfabrik Jos. Neuss, appositamente costruita. Il veicolo pesava 1,1 t, con l'armamentario e 800 litri di benzina circa arrivava a 2,7 t.
Il veicolo Protos lo si trova presso il Deutsches Museum. L'esposizione mostra la Siemens-Schuckertwerke 1908 di cinque anni prima dell'apertura del museo.